# Talsperre Burgkhammer
Die Talsperre Burgkhammer (nicht zu verwechseln mit dem Speicher Burghammer) ist Teil der Saalekaskade. Sie ist das Unterbecken des Pumpspeicherkraftwerks Bleiloch und gleichzeitig ein Laufwasserkraftwerk. Die Staumauer liegt im Gebiet des Schleizer Ortsteils Burgk im Saale-Orla-Kreis in Thüringen und staut die Saale. Sie wurde 1932 in Betrieb genommen.
Das Absperrbauwerk ist eine Gewichtsstaumauer aus Beton (Gussbeton), kombiniert mit einem Erddamm mit einem doppelten Kern aus Lehm und Beton.
Die Leistung des Laufkraftwerks beträgt 2,16 Megawatt.

## Weblinks

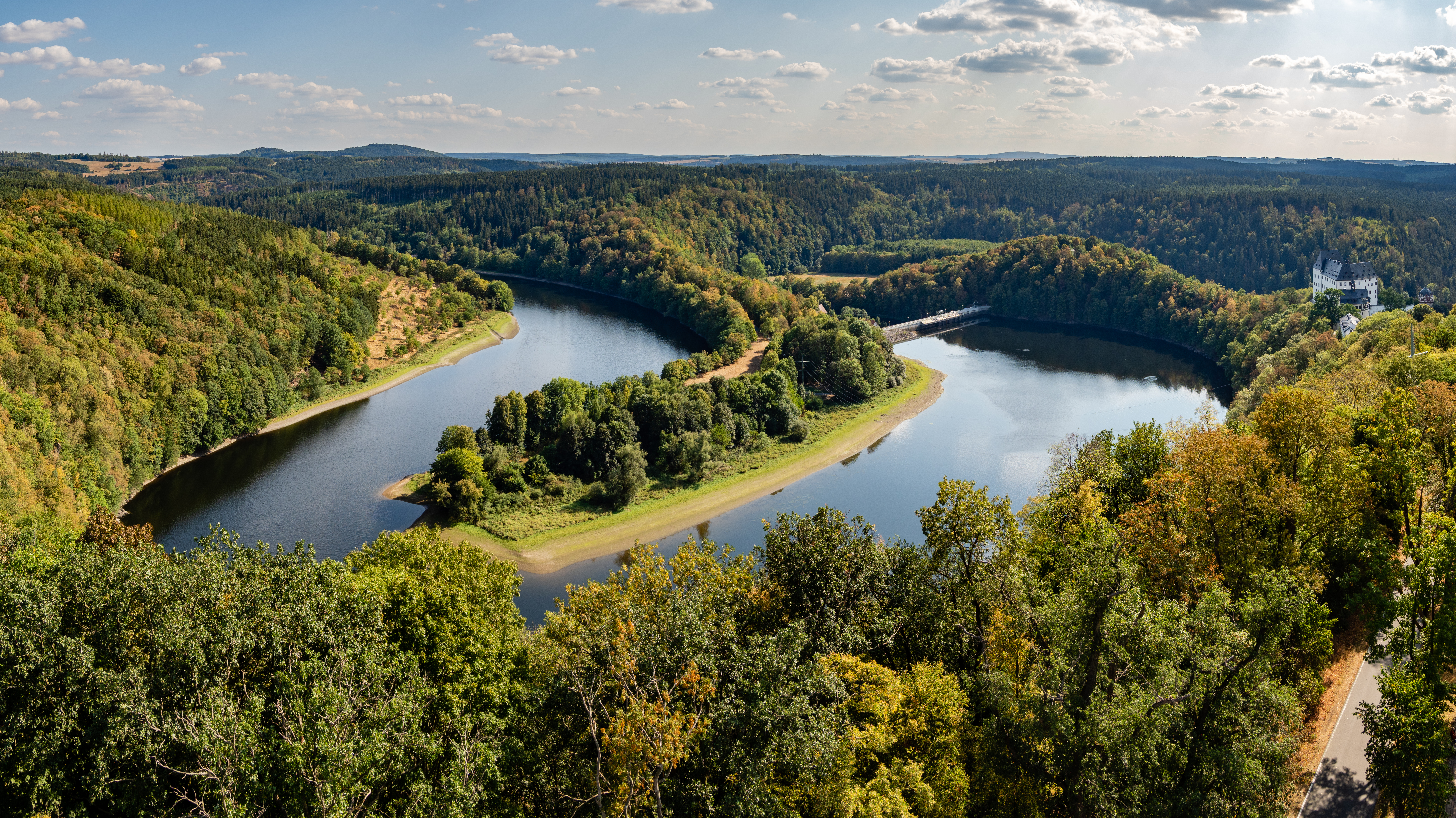
Die Talsperre Burgkhammer vom Saaleturm aus gesehen